# Budapest Live
Budapest Live ist das zwölfte, am 17. Februar 1984 veröffentlichte Album von Manfred Mann’s Earth Band. Die am 28. September 1984 veröffentlichte CD-Version ist das erste auf dem damals neuen CD-Format veröffentlichte Album der Band.

## Album
Das Album wurde zum Teil am 6. und 7. April 1983 aufgenommen auf der Somewhere-in-Europe-Tour. Diese Tournee fand zur Unterstützung des Somewhere-in-Afrika-Albums statt und gastierte u. a. im Sportcsarnok, einer Sporthalle in Budapest, die auch als Veranstaltungsort für Konzerte diente. Das Album enthält aber trotz des Titels hauptsächlich Aufnahmen des Konzerts vom 13. April 1983 aus dem Dominion Theatre in London. Es war das letzte Album der Earth Band, das auf dem Bronze-Label erschien, und auch das letzte, das mit Steve Waller und Matt Irving aufgenommen wurde.
Das Album wurde von den Fans lange Zeit dafür kritisiert, dass es gegenüber der tatsächlichen Konzertlänge radikal gekürzt wurde, wodurch viele Live-Klassiker verloren gingen beispielsweise Martha’s Madman und You Angel You. Bei vielen Liedern wurden die Instrumentalpassagen gekürzt oder ganz entfernt, z. B. Davy’s on the Road Again, Mighty Quinn und Demolition Man. Letzteres war im Konzert etwa zehn Minuten lang, auf Budapest Live allerdings nur 4:32 min. Die Kassettenveröffentlichung enthält zwei weitere Live-Aufnahmen. Bei der ersten dieser Aufnahmen handelt sich um die ersten beiden Teile der auf dem Studioalbum Somewhere in Afrika vierteiligen Africa Suite. Dort sind diese Teile mit Brothers and Sisters of Africa und To Bantustan betitelt. Hier erscheint To Bantustan allerdings mit dem abweichenden Titel Where do they send them. Bei der zweiten zusätzlichen Aufnahme handelt es sich um den Song Don’t Kill It Carol.
Das Album wurde in den Vereinigten Staaten nicht veröffentlicht, aber in der Sendung King Biscuit Flower Hour ausgestrahlt. Da die Band in der Zwischenzeit die Besetzung gewechselt und mit der Single Runner einen Hit gelandet hatte, wurde dieser Version des Konzerts eine Pseudo-Live-Version hinzugefügt, die im Studio aufgenommen und mit künstlichem Publikumslärm angereichert wurde. Die B-Seite der Runner-Single enthielt den Track No Transkei.  Es handelt sich um die gleiche Aufnahme, die auf der Budapest Live-Kassette als zweiter Teil der Africa Suite mit Where Do They Send Them? betitelt ist.
Die Tracks Runner, Don’t kill it, Carol und No Transkei waren alle auf der 1999er Remaster CD-Veröffentlichung als Bonustracks enthalten. Allerdings beinhaltet No Transkei mit Brothers und Sisters of Africa nun auch wieder den ersten Teil der Africa Suite. Die CD von 1999 änderte auch die Reihenfolge, indem sie Lies (eingeleitet von Chris Thompson mit den Worten „Hello Budapest!“) zum Opener machte und den Großteil der Publikumsgeräusche überblendete. Die erneut remasterte Aufnahme aus dem 40th Anniversary Box Set kehrte hingegen zur ursprünglichen LP-Reihenfolge zurück und auch die Bonustracks wurden gestrichen.
Im Jahr 2007 wurde eine DVD der Fernsehsendung veröffentlicht, die alle ursprünglich gespielten Titel in Originallänge enthält, außer den Titeln Eyes of Nostradamus und Davy’s on the Road Again.

## Cover
Der Hintergrund des Covers ist vollständig schwarz. Im oberen Teil des Covers steht der Name der Band in grüner Schrift, darunter das Wort LIVE in weißer Schrift. Der zentrale Teil des Covers wird von dem Albumtitel Budapest dominiert, der in großen Buchstaben schräg über das Bild verläuft. Der Schriftzug ist zweifarbig gestaltet: die Buchstaben sind in grün und rot gehalten, Farben die auch die ungarische Flagge aufweist. Links vom Schriftzug befindet sich ein roter Stern. Das Zusammenspiel von Schriftzug und Stern erzeugt den Eindruck einer Wellenbewegung wie von einer Fahne, die im Wind weht. Unten rechts im Bild sieht man eine roboterartige Figur, die von weißem Bühnenscheinwerferlicht erhellt wird. Sie trägt einen weißen Overall und hat die Arme ausgebreitet. Das Gesicht ist maskenhaft. Die roboterartige Figur ist eine Anleihe vom Cover des vorangegangenen Studioalbums Somewhere in Afrika.

## Charts und Chartplatzierungen
| ChartsChartplatzierungen | Höchstplatzierung | Wochen |
| ------------------------ | ----------------- | ------ |
| Deutschland (GfK)        | 34 (12 Wo.)       | 12     |
| Schweiz (IFPI)           | 23 (1 Wo.)        | 1      |

## Titelreihenfolge (Original LP)

### Seite 1
1. Spirits in the Night (Bruce Springsteen) – 5:54
2. Demolition Man (Gordon Sumner) – 4:14
3. For You (Springsteen) – 6:36
4. Davy’s on the Road Again (John Simon, Robbie Robertson) – 4:37

### Seite 2
1. Lies (Through The 80’s) (Denny Newman) – 4:30
2. Blinded by the Light (Springsteen) – 7:38
3. Redemption Song (No Kwazulu) (Bob Marley) – 3:22
4. Mighty Quinn (Bob Dylan) – 4:00

### Bonustracks Musikkassette
1. Brothers and Sisters of Africa / Where Do They Send Them (Manfred Mann) – 5:24
2. Don’t Kill It Carol (Mike Heron) – 4:55

## Titelreihenfolge (1999 CD-Wiederveröffentlichung)
1. Lies (Through The 80’s) (Denny Newman) – 4:30
2. Spirits in the Night (Bruce Springsteen) – 5:54
3. Demolition Man (Gordon Sumner) – 4:14
4. For You (Springsteen) – 6:36
5. Davy’s on the Road Again (John Simon, Robbie Robertson) – 4:37
6. Blinded by the Light (Springsteen) – 7:38
7. Redemption Song (No Kwazulu) (Bob Marley) – 3:22
8. Mighty Quinn (Bob Dylan) – 4:00

### Bonustracks
1. Runner (Ian Thomas) – 5:02
2. No Transkei (Manfred Mann) – 5:11
3. Don’t Kill It Carol (Mike Heron) – 5:21

## Titelreihenfolge (DVD)
1. Angels at My Gate (Mann, Jimme O’Neill, Hirth Martinez)
2. Lies (Through The 80’s) (Denny Newman)
3. Africa Suite (Mann)
4. Tribal Statistics (Andy Qunta)
5. Martha’s Madman (Lane Tietgen)
6. You Angel You (Dylan)
7. For You (Springsteen)
8. Demolition Man (Gordon Sumner)
9. Mighty Quinn (Bob Dylan)
10. Don’t Kill It Carol (Mike Heron)
11. Blinded by the Light (Springsteen)
12. Redemption Song (No Kwazulu) (Bob Marley)

## Mitwirkende

### Technik
- John Lingwood, Chris Thompson – Produzent
- Pete „Manuel“ Carlson – Toningenieur
- Alan Bradshaw – Toningenieur
- Terry „Luigi“ Medhurst – Abmischung
- Simon Porter – Fotograf